# Marine impériale russe
 (octobre 2022).
Si vous disposez d'ouvrages ou d'articles de référence ou si vous connaissez des sites web de qualité traitant du thème abordé ici, merci de compléter l'article en donnant les références utiles à sa vérifiabilité et en les liant à la section « Notes et références ».
La Marine impériale russe (en russe : Военно-Морской Флот Российской империи, flotte maritime militaire de l'Empire russe) fait référence à la flotte de l'Empire de russe avant la révolution d'Octobre de 1917.

## La première flotte des Romanov
Le premier trois-mâts construit en Russie fut lancé en 1636 sous le règne de Michel Ier de Russie. Ce navire fut construit à Balakhna (région de Nijni Novgorod) par le Danemark et le Holstein selon la technique utilisée en Europe occidentale. Ce navire fut nommé Frederik. Sa carrière fut très courte : lors de son voyage inaugural, au cours d'un violent orage, le Frederik coula en mer Caspienne.
Au cours de la Première guerre du Nord, les forces russes se saisirent des forteresses suédoises de Dünaburg et Kokenhusen (renommée Tsarevitch Dmitriev) dans la Dvina occidentale. Le boyard Afanassi Ordine-Nachtchokine fonda un chantier naval à Tsarevitch Dmitriev et commença la construction de navires destinés à la navigation en mer Baltique. Au terme de ce conflit, la Russie et la Suède signèrent le traité de Kardis le 12 juin 1661, la Russie fut dans l'obligation de restituer les territoires conquis à la Suède au cours de cette guerre, ils furent contraints de détruire les navires présents au chantier naval de Tsarevitch Dmitriev.
Afanassi Lavrentievitch Ordine-Nachtchokine ne perdit pas espoir, il porta son attention sur le fleuve Volga et la mer Caspienne. Après avoir reçu l'approbation du tsar, le boyard fonda son chantier naval à Dedinovo (situé à la confluence de la rivière Oka et de la Volga). La construction des navires débuta à l'hiver 1667. En 1669, la construction de quatre navires : la frégate Orel (Орёл) et trois petits navires furent achevés. L'Orel connut le même sort que le Frederik, à Astrakhan, le bâtiment de guerre fut capturé et incendié par les Cosaques de Stenka Razine.
Au XVIIe siècle, des marchands et des Cosaques traversèrent la mer Blanche à bord de Koch (navire en bois à fond plat équipé de voiles), ils atteignirent l'embouchure de la rivière Léna, le fleuve Kolyma et Indigirka, ils fondèrent une colonie dans la région supérieure de l'Amour. Le plus célèbre de ces pionniers fut Simon Dejnev (1605-1673). En 1648, par l'océan Arctique, cet explorateur longea la Russie, il passa la péninsule Tchouktche, traversa la mer de Bering et traversa l'océan Pacifique.

## Flotte navale de PierreIerde Russie

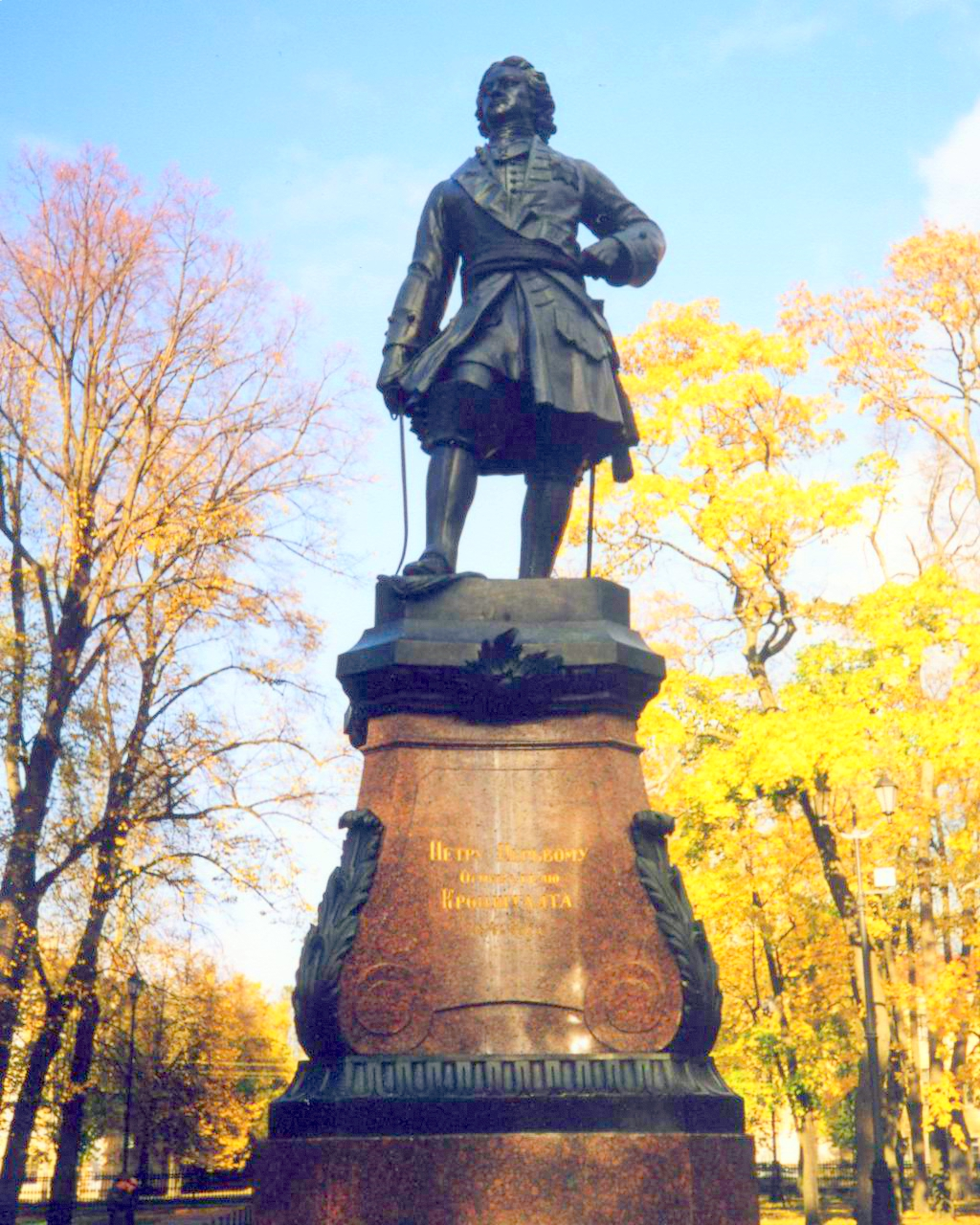
Monument Pierre Ier à Kronstadt.

La Marine impériale de Russie naquit sous le règne de Pierre Ier de Russie. En 1696, au cours de la deuxième campagne d'Azov menée contre la Turquie, la Russie construisit quatre vaisseaux de ligne, 4 brûlots, 23 galères et 1 300 navires à fond plat utilisés pour le transport des troupes et des biens, ces bâtiments de guerre furent construits sur la rivière Voronej. Après la conquête de la forteresse d'Azov, l'Assemblée des Boyards examina le rapport de Pierre Ier de Russie sur cette campagne militaire concernant la Marine et prit la décision de lancer la construction de la Marine le 20 octobre 1696. Cette date est considérée comme la naissance officielle de la Marine de la Russie.
La flotte de la Baltique de l'Empire russe fut créée au cours de la Grande Guerre du Nord (1700-1721). Entre 1702 et 1704, un petit nombre de chantiers navals virent le jour dans les estuaires des fleuves Syast, Louga et Olonka. Afin de protéger les côtes des attaques ennemies et vaincre l'adversaire en mer Baltique, une flotte de voiliers fut construite en Russie et également achetée dans d'autres pays étrangers. En 1703-1723, la base principale de la flotte de la Baltique fut Saint-Pétersbourg, puis Kronstadt. De nouvelles bases furent établies à Vyborg, Helsingfors (Helsinki), Revel (Tallinn) et Åbo. Initialement, le département Vladimirsky était chargé de la construction navale, il fut transféré au département de l'Amirauté.

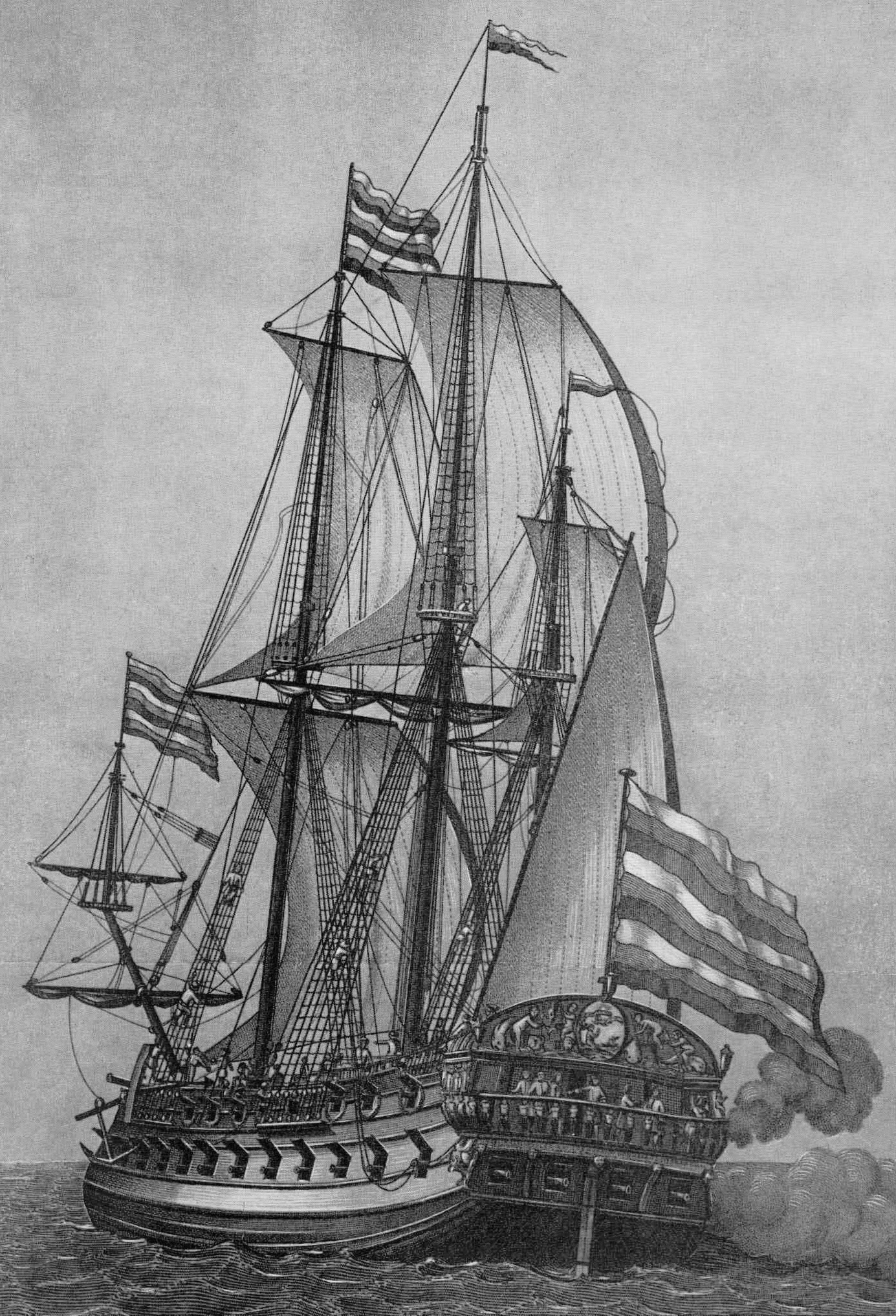
Goto Predestinatsia (Гото Предестинация - la Providence de Dieu) navire amiral de la flottille d'Azov en 1711.

En 1745, la Marine russe possédait 130 bateaux à voiles dont 36 navires de guerre, 9 frégates, 3 schnyavas (Шнява
- navire de commerce rapide en service du XVIe au XIXe siècle), des deux-mâts utilisés pour la reconnaissance et les services de messagerie, 5 navires auxiliaires bombardiers et 77 navires. La flotte se composait de 396 navires, dont 253 galères et semi-galères et 143 brigantins. Ces navires furent construits dans les chantiers navals de Voronej, Kazan, Pereslavl Pereslavl-Zalesski, Olonets et Astrakhan.
Les officiers de marine étaient issus de la noblesse russe, quant aux marins ils étaient recrutés. Le service dans la marine était à vie. Les enfants de la noblesse russe (Дворянство - Dvoryanstvo) étaient formés à l'école de mathématiques et des sciences de la navigation, cette école navale fut fondée en 1701. Les élèves étaient souvent envoyés à l'étranger afin d'étudier la pratique de la navigation et recevaient une formation dans les flottes étrangères. La Marine impériale de Russie recruta souvent des ressortissants de pays étrangers, expérimentés dans les sciences de la navigation, les Norvégiens et les Néerlandais furent très demandés comme Cornélius Cruys (1655-1727 vice-amiral et premier commandant de la flotte de la Baltique), le Grec, comte Ivan Fedoseevitch Botsis (?-1714 amiral russe et l'un des fondateurs de la Marine impériale de Russie) ou l'Écossais Thomas Gordon (1658-1741) amiral de la Marine impériale de Russie). En 1718, fut créé le Comité de l'Amirauté, organe suprême de la gestion de la Marine impériale de Russie, il fut dirigé par Fiodor Matveevitch Apraxine (1661-1728).

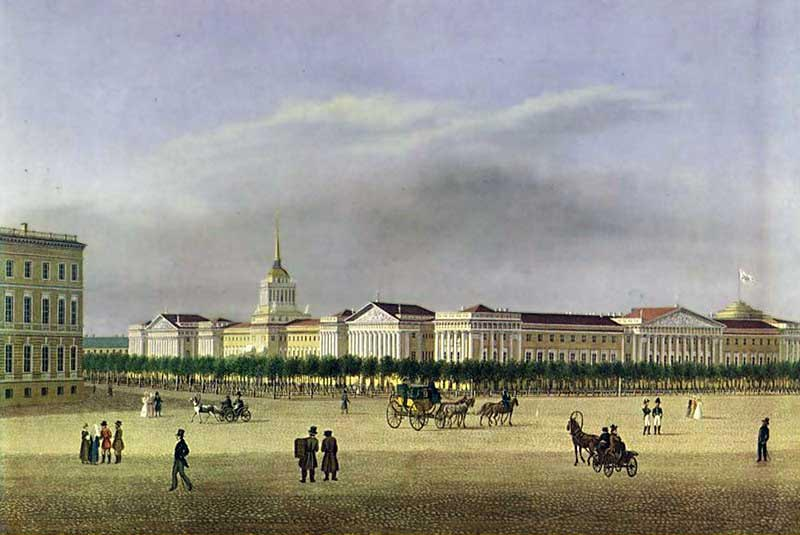
Le siège de l'Amirauté

Les principes de la Marine, les méthodes pédagogiques et pratiques pour la préparation du futur personnel navigant, les méthodes de combats navals furent inscrits sur la Charte de la Marine en 1720, ce document se basa sur l'expérience navale des pays étrangers. Pierre Ier de Russie, Fiodor Matveïevitch Apraksine, Alexeï Naoumovitch Senyavine, Naoum Akimovitch Senyavine, l'amiral Mikhaïl Mikhaïlovitch Golitsyne (1684-1764) et d'autres furent considérés comme les fondateurs de l'art du combat naval en Russie. Les grands principes de la guerre navale furent développés par Grigori Andreïevitch Spiridov, Fiodor Fiodorovitch Ouchakov et Dimitri Nikolaïevitch Senyavine.

## Marine russe duXVIIIesiècle

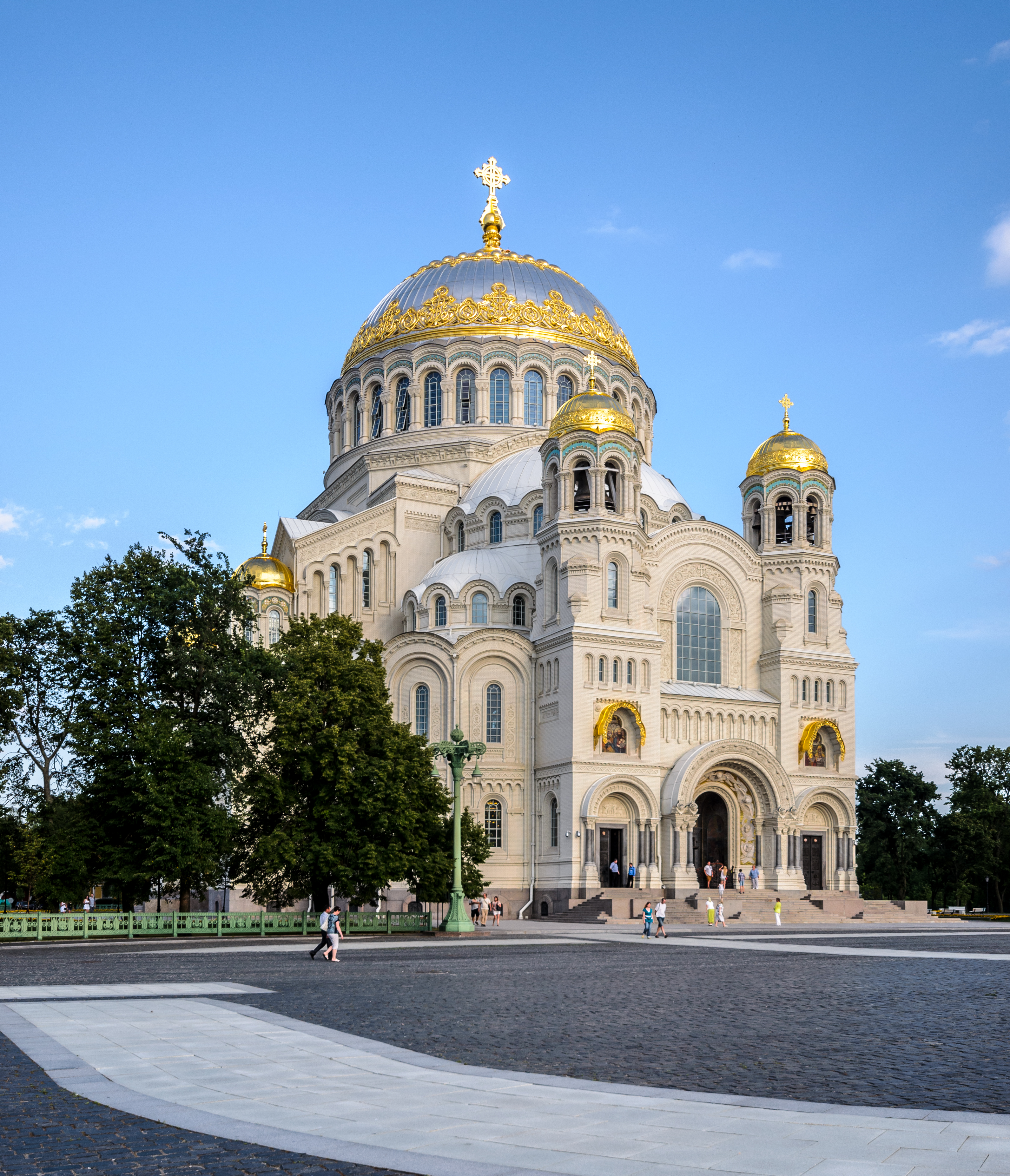
Cathédrale navale de Kronstadt, l'une des cathédrales de la Marine de l'Empire russe.

Dans la seconde partie du XVIIIe siècle, la Marine impériale de Russie se renforça en raison d'une politique étrangère de la Russie plus active et des guerres russo-turques, ce tout apporta à l'Empire la suprématie en mer Noire. Pour la première fois de son histoire navale, la Russie dépêcha une escadre de la flotte de la Baltique dans une région éloignée du théâtre des hostilités (expéditions de la flotte russe de la mer Baltique dans les archipels grecques (1769-1779) au cours de la guerre russo-turque de 1767-1774. Au cours de la bataille de Tchesmé du 5 au 7 juillet 1770, l'amiral Grigory Andreïevitch Spiridov détruisit la flotte turque en mer Égée. En 1771, l'Armée impériale de Russie conquiert la côte du détroit de Kertch et les forteresses de Kertch et Yenikala.
Par la suite, les troupes russes progressent vers le Danube. En 1773, la flottille d'Azov (rétablie en 1771) pour la protection de l'estuaire du Danube se dirige vers la mer Noire. La guerre russo-turque de 1768-1774 s'achève par une victoire de la Russie. L'Empire russe s'agrandit des côtes de la mer d'Azov, d'une partie du littoral de la mer Noire entre les fleuves Bug et Dniestr. La Crimée est déclarée indépendante et est placée sous protectorat russe. En 1783, elle intègre l'Empire de Russie. En 1778, est créé le port de Kherson dans lequel est lancé le premier navire de la flotte de la mer Noire. L'année suivante, il est rejoint par d'autres bâtiments de guerre et forment un escadron.

## Début duXIXesiècle
Vers la fin du XVIIIe siècle et le début du XIXe siècle, la Marine impériale de Russie devint la troisième plus grande flotte mondiale après la Grande-Bretagne et la France. La flotte de la mer Noire se composait de 5 navires de ligne de combat et de 19 frégates (1787), la flotte de la Baltique se composait de 23 navires de ligne et 130 frégates (1788). Au début du XIXe siècle, la Marine impériale de Russie se divisait en deux flottes et trois flottilles : la flotte de la Baltique, la flotte de la mer Noire, la flottille de la mer Caspienne, la flottille de la mer Blanche et la flottille d'Okhotsk. En 1802, est créé le ministère des forces navales armées (en 1815 il reçoit le nom de Ministère de la Marine).

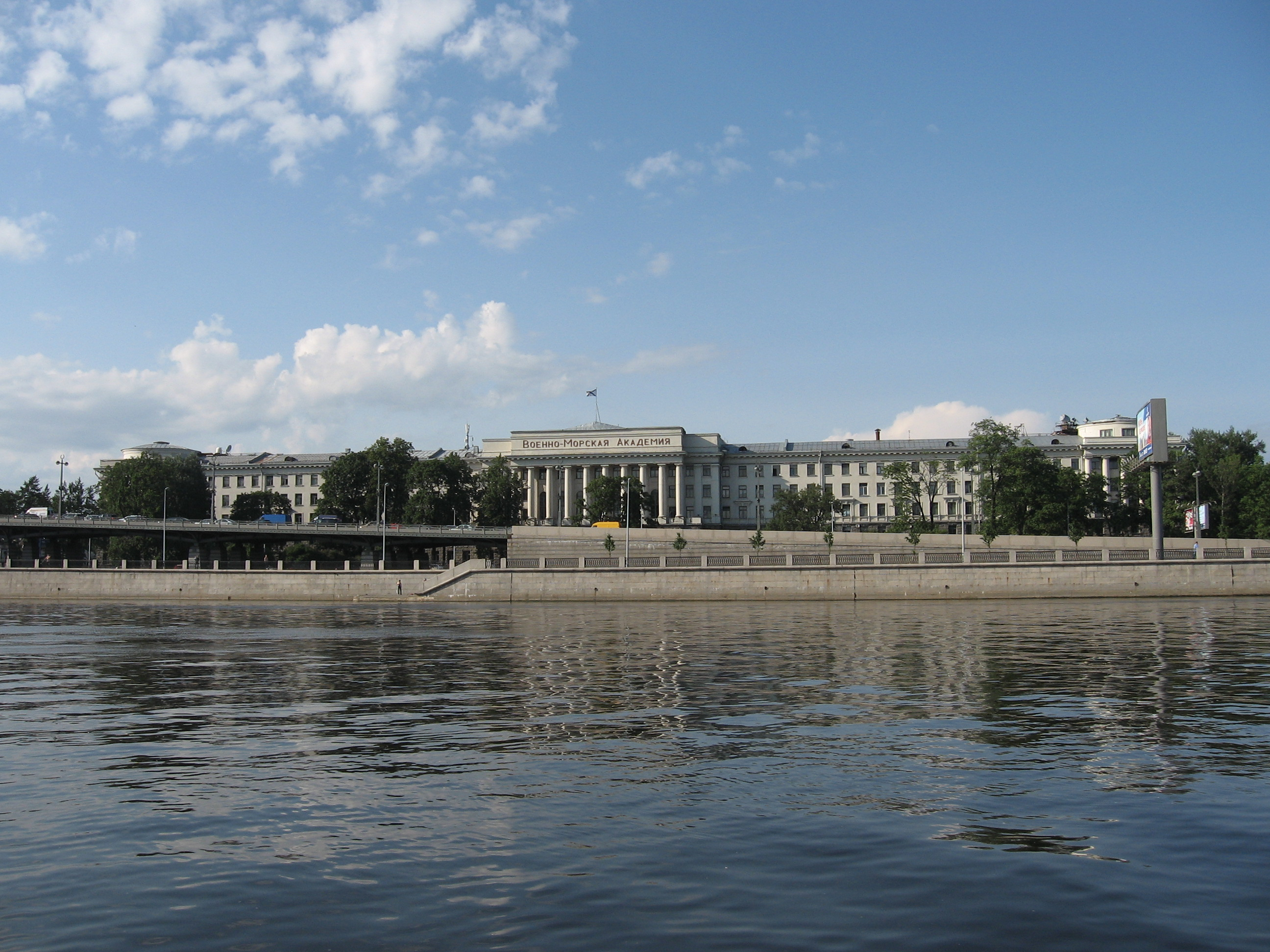
Vue générale de l'académie navale de Saint-Pétersbourg.

En 1826, le célèbre explorateur Ivan Fedorovitch Krusenstern, reprenant une proposition de Mikhaïl Lomonossov (1759) entreprend la création d'une « École des Officiers supérieurs » (Вышие офицерский класс), précurseur de l’Académie navale de Saint-Pétersbourg, afin d'élever le niveau théorique des officiers dans les sciences exactes et appliquées. Le nouvel établissement ouvre ses portes le 25 avril 1827 au sein du Corps des cadets de la Marine.
En 1826, fut construit le premier navire à vapeur l'Ijora (73,06 kW soit 100 ch), équipé de huit canons. En 1836 fut construit le premier navire à vapeur à aubes le Bogatyr (déplacement 1 340 tonnes - développant une puissance de 240 ch - armé de 28 canons). Entre 1803 et 1855, les marins russes entreprirent plus de 40 tours du monde et de lointains voyages dont la plupart en appui avec leurs colonies du Pacifique, de l'Alaska, de Californie et les ports de l'est de la Sibérie. Ces voyages jouèrent un rôle important dans l'exploration de l'Extrême-Orient, les différents océans de la planète, ils contribuèrent grandement à la recherche scientifique et aux découvertes dans le Pacifique, l'Arctique, l'Antarctique.

## Guerre de Crimée

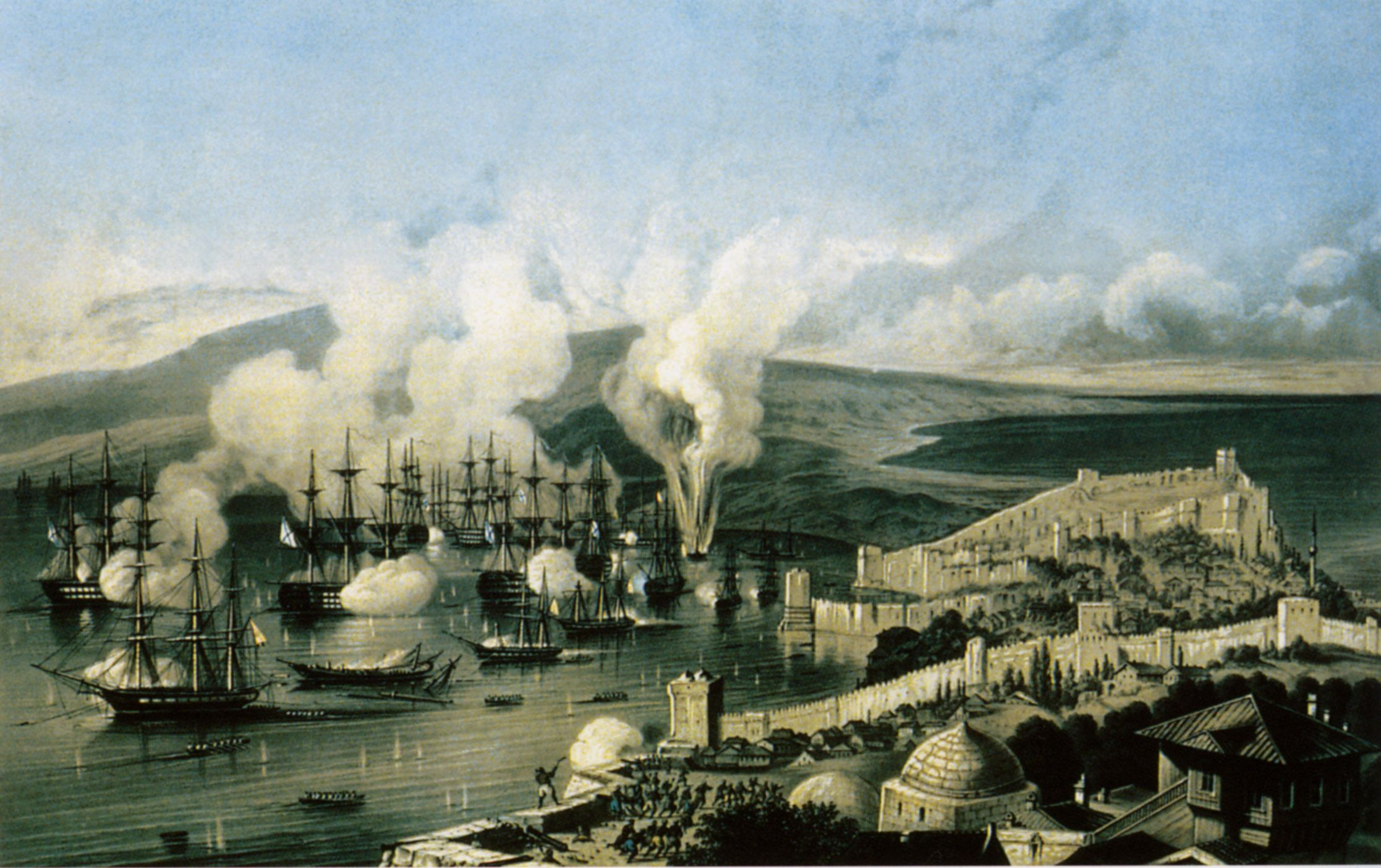
La Bataille de Sinop, peinture de 1860 de Alexeï Petrovitch Bogolyubov (1824-1896)

Dans la première moitié du XIXe siècle, la Russie amorça un lent développement économique et technique, cela provoqua son retard sur les autres pays européens, dans le domaine de la construction des navires à vapeur. En 1853, lors de la déclaration de la guerre de Crimée, la Russie possédait la flotte de la Baltique, la flotte de la mer Noire, la flottille d'Arkhangelsk, la flottille de la Caspienne et la flottille du Kamtchatka (au total 40 cuirassés, 15 frégates, 24 corvettes et bricks, 16 frégates à vapeur, etc.)
Le nombre total du personnel navigant de ces flottes s'élevait à 91 000 personnes. Malgré tout, la politique réactionnaire menée par la Russie impériale, le servage (moujiks) eurent un impact négatif sur le développement de la Marine impériale de Russie. Particulièrement sur la flotte de la Baltique, connue pour ses exercices militaires très durs.
Grâce aux amiraux Mikhaïl Petrovitch Lazarev, Pavel Stepanovitch Nakhimov, Vladimir Alexeïevitch Kornilov et Vladimir Ivanovitch Istomin, les marins reçurent une solide formation dans l'art de la guerre et le respect des traditions militaires de la Marine impériale de Russie dirigée à l'époque par l'amiral Fiodor Fiodorovitch Ouchakov.
La bataille de Sinop, le 30 novembre 1853 démontre le courage et l'héroïsme des marins russes appartenant à la flotte de la mer Noire dans l'art de la tactique imposé par leur chef l'amiral Pavel Stepanovitch Nakhimov. Ce dernier apporta un certain nombre d'innovations tactiques. Au cours du siège de Sébastopol (1854-1855), la Russie et ses marins employèrent tous les moyens possibles pour défendre leur ville, par terre et par mer. Conformément au traité de Paris signé le 30 mars 1856, la Russie perd le droit de disposer d'une flotte navale militaire en mer Noire. Dans les années 1860, les navires à voiles devenus obsolètes sont remplacés par des navires à vapeur. La Russie commence la construction de nouveaux cuirassés, de monitors, de batteries flottantes. Ces navires sont pourvus d'un épais blindage et d'une artillerie de très gros calibre (pour leur taille) ; on les appelait les « Popofka », mais en haute mer ces bâtiments de guerre, bas sur l'eau, montrent un manque important de manœuvrabilité, ils sont lents et incapables de parcourir de grandes distances. En 1861, La Marine russe construit sa première canonnière en acier blindé l'Opyt (Опыт). En 1869, les Russes lancent leur premier cuirassé capable de naviguer en haute mer, le Pierre le Grand (Пётр Великий, Piotr Veliky).

## La fin duXIXesiècle

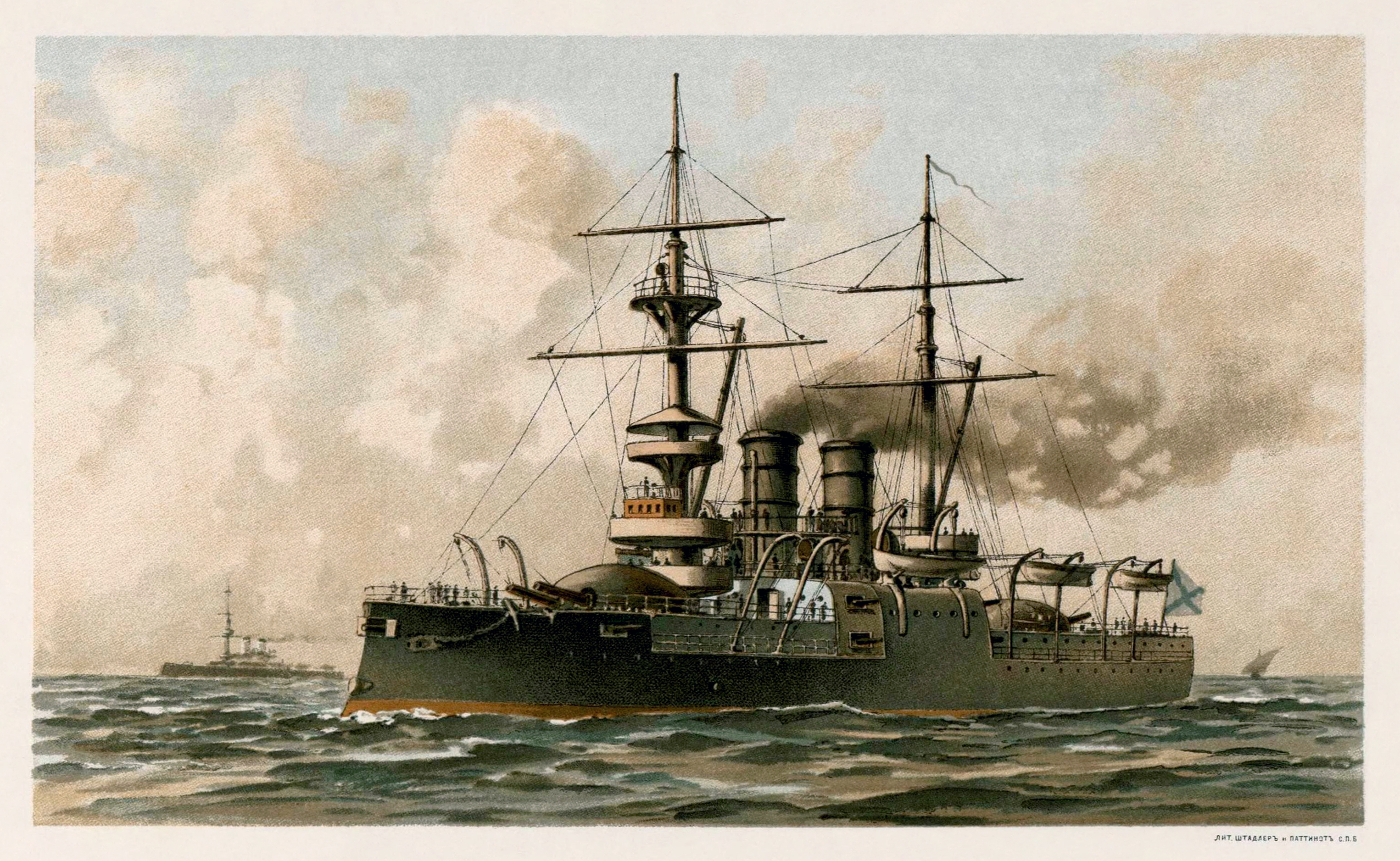
Le Cuirassé d'escadre "Douze Apôtres", d'après une chromolithographie de Vasily Ignatius réalisée en 1892.

La flotte navale russe continua à s'étendre à la fin du XIXe siècle surtout après l'accession au trône de Nicolas II de Russie très influencé par le théoricien naval Alfred Thayer Mahan (1840-1914). L'industrie navale russe avec ses capacités centrée sur Saint-Pétersbourg et des petits chantiers navals en Ukraine ne fut pas en mesure répondre à la demande et certains navires furent commandés en France, dans l'Empire allemand et au Danemark. Les ingénieurs navals français eurent une influence considérable sur la conception des navires russes. La marine impériale russe continua de croître dans la seconde partie du XIXe siècle, devenant ainsi la troisième plus grande flotte du monde après la Grande-Bretagne et la France début 1904.
Au cours de la guerre de Sécession (1861-1865), la Russie envoie une escadre de croiseurs dans les ports de New York et San Francisco. Cette expédition de la flotte russe sur les rives de l'Amérique du Nord (1863-1864) est un excellent exemple pour démontrer qu'une force navale relativement petite peut réaliser des gains politiques majeurs. Les 11 petits bâtiments de guerre russes, sont impliqués dans la navigation marchande, ils dissuadent l'Empire britannique, la France et l'Autriche-Hongrie d'entrer en conflit avec la Russie, vaincue par ces trois puissances sept ans plus tôt.
| Date | Cuirassés | Tonnage (en milliers de tonnes) | Croiseurs blindés | Tonnage | Croiseurs légers | Tonnage | Destroyers | Tonnage |
| ---- | --------- | ------------------------------- | ----------------- | ------- | ---------------- | ------- | ---------- | ------- |
| 1899 | 20        | 190                             | 7                 | 54      | 3                | 12      | 87         | 15      |
| 1904 | 20        | 201                             | 14                | 111     | 9                | 22      | 118        | 22      |

## Guerre russo-japonaise

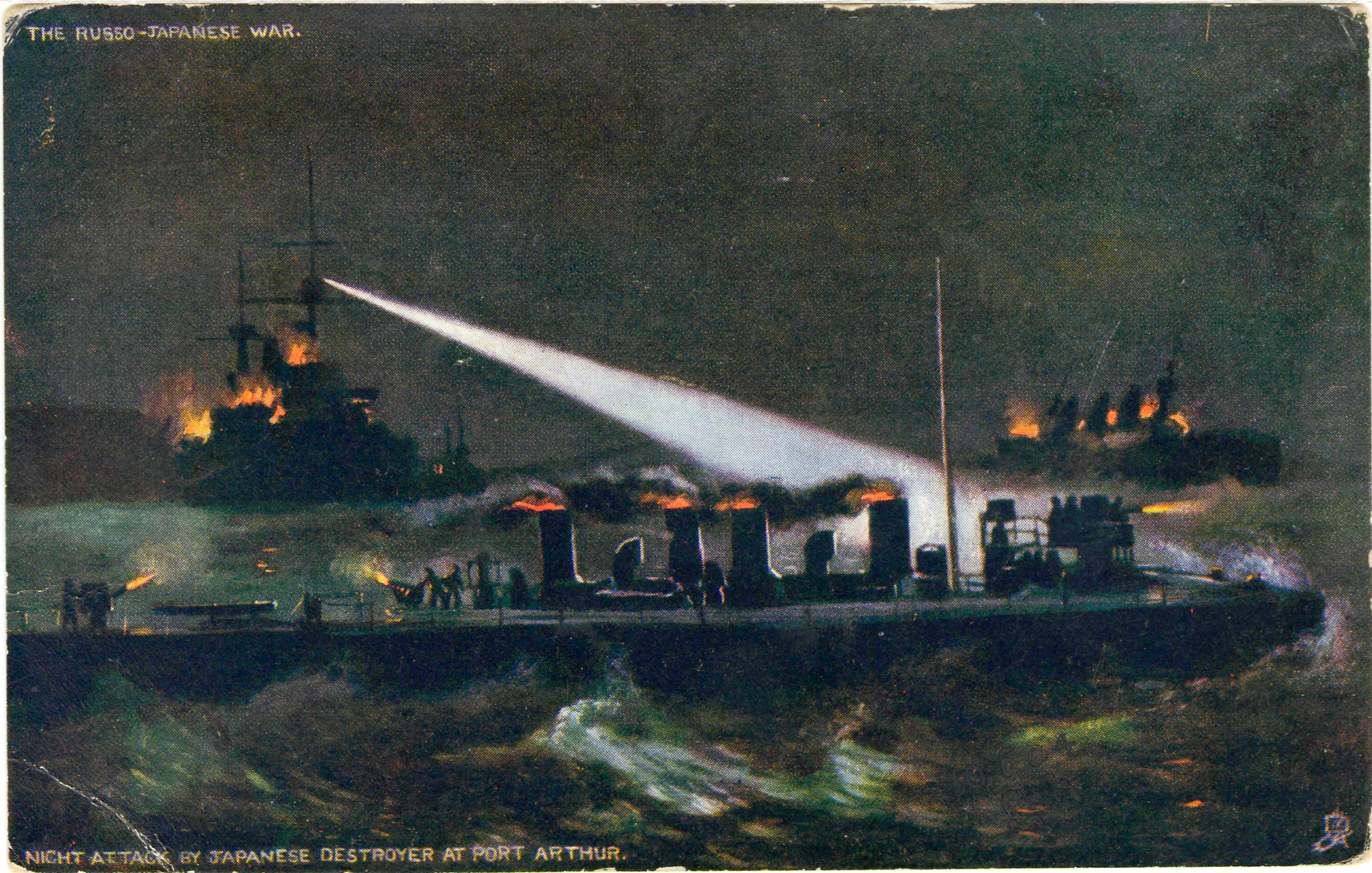
Attaque de nuit contre la flotte russe à Port-Arthur, carte postale de 1904.

Dans la nuit du 8 au 9 février 1904, la flotte japonaise placée sous le commandement de l'amiral Tōgō Heihachirō déclencha la guerre russo-japonaise avec une attaque surprise à l'aide de torpilleurs contre les navires de la flotte impériale russe ancrés dans Port-Arthur. À la suite de cette agression inattendue sur Port-Arthur, deux cuirassés russes furent gravement endommagés par des torpilles. Le 9 février 1904, cette attaque évolua vers la défense de Port-Arthur. Les tirs d'artillerie côtiers, la réticence de la flotte russe à quitter le port pour des combats navals en haute mer particulièrement après la mort de l'amiral Stepan Ossipovitch Makarov le 13 avril 1904 firent échouer plusieurs tentatives d'attaque de la flotte japonaise sur les navires russes.
Après l'échec de l'attaque de Port-Arthur dans la nuit du 13 février au 14 février 1904, la flotte japonaise tenta de bloquer l'entrée de Port-Arthur en sabordant plusieurs navires chargés de ciment. Toutefois, ces bateaux coulèrent trop profondément et furent inefficaces. Les 3 avril et 4 avril 1904, une nouvelle tentative de blocus échoua.
En mars 1904, l'énergique amiral Stepan Ossipovitch Makarov prit le commandement de la 1re escadre du Pacifique avec l'intention de briser le blocus de Port-Arthur. Auparavant, les deux parties entamèrent une politique de tactique offensive, elle se traduisit par une pose de mines sur les voies maritimes de communication autour des ports. Pour la première fois dans l'histoire, des mines furent utilisées de façon offensive. Dans la passé, les mines étaient utilisées à des fins défensives afin d'assurer la protection des navires ancrés dans les ports.
La tactique de minage utilisée par les Japonais se révéla très efficace, elle limita de manière significative la manœuvrabilité des bâtiments de guerre de la flotte impériale de Russie. Le 13 avril 1904, deux cuirassés russes, le navire amiral Petropavlovsk et le Pobeda sautèrent sur une mine à la sortie du port, le Petropavlovsk coula en une heure, le Pobeda fut remorqué à Port-Arthur pour subir des réparations. L'amiral Stepan Ossipovitch Makarov décéda à bord du Petropavlovsk.
Les Russes comprirent très vite la tactique japonaise des mines offensives, à leur tour, ils décidèrent d'adopter la même tactique. Elle porta ses fruits, le 15 mai 1904, deux cuirassés japonais le Yashima et le Hatsuse furent attirés dans un champ de mines récemment posées par les Russes au large de Port-Arthur. Les deux bâtiments de guerre furent touchés au moins par deux mines. Le Yashima coula en quelques minutes tuant 450 marins quant au Hatsuse, il coula puis fut remorqué quelques heures plus tard.
La flotte russe tenta une sortie de Port-Arthur afin de rallier le port neutre de Vladivostok, mais elle fut interceptée au cours de la bataille de la mer Jaune le 10 août 1904. Le reste de la flotte russe resta ancrée à Port-Arthur où les bâtiments de guerre furent coulés l'un après l'autre par l'artillerie japonaise. Les tentatives visant à briser le blocus par la voie terrestre échouèrent également, après la bataille de Liaoyang du 24 août au 3 septembre 1904, les forces russes se retirèrent à Moukden (aujourd'hui Shenyang). Après plusieurs attaques sanglantes, Port-Arthur tomba le 2 janvier 1905.
Le 26 juin 1904, en secret, la Russie impériale acheta son premier sous-marin connu sous le nom de Madame, une conception de l'Américain d'origine allemande Isaac Rice (1850-1915) de la Compagnie Générale Dynamic Electric Boat dont il fut le fondateur (1899). À l'origine ce sous-marin fut construit sous la direction du britannique Arthur Leopold Busch (en) (1866-1956) comme le torpilleur[réf. nécessaire] américain Fulton. Il s'agissait d'un prototype connu sous le nom de la classe Adler. Le 14 octobre 1904, le Som fut officiellement mis en service au large de la côte est de Vladivostok. La Russie le renomma Som (Silure). Ce premier sous-marin russe ne put entrer en service actif au cours de la guerre russo-japonaise à cause du retard dans l'expédition des torpilles commandées à l'origine en Allemagne au début de 1905. La Russie ordonna la construction de sous-marins sur le même modèle qui furent construits par la société Holland par la Compagnie de la Neva à Saint-Pétersbourg.

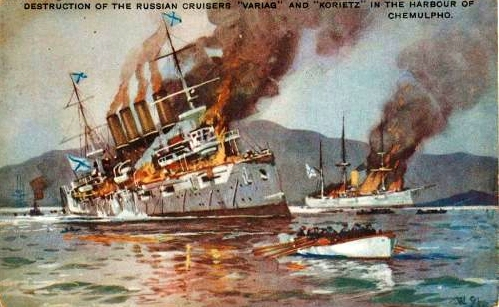
Destruction des croiseurs Varyag et Koreïets à la bataille de Chemulpo, 9 février 1904.

Afin de renforcer les escadres du Pacifique, la flotte de la Baltique placée sous le commandement de l'amiral Zinovi Rojestvenski quitta la Russie, en passant le cap de Bonne-Espérance, elle navigua dans les eaux asiatiques. Le 21 octobre 1904, passant au large de la Grande-Bretagne (pays neutre malgré son fort soutien technique à la marine japonaise), la flotte russe ouvrit le feu sur des bateaux de pêche britanniques, les prenant pour des torpilleurs japonais, ce qui causa une grave crise diplomatique entre les deux pays.
L'amiral Togo, averti de la longueur du voyage de la flotte de la Baltique, disposa du temps nécessaire pour préparer une tactique afin d’empêcher les forces navales russes d'atteindre le port de Vladivostok. Il intercepta la flotte de l'amiral Rojestvenski dans le détroit de Corée près de l'île de Tsushima. Les forces navales japonaises, malgré leur infériorité numérique, étaient supérieure à la flotte russe par leur vitesse et la portée de leur artillerie : elles bombardèrent massivement les navires russes. À la fin de la bataille de Tsushima, les 27 mai et 28 mai 1905, la flotte de la marine impériale de Russie avait cessé d'exister. La quasi-totalité de ses navires de guerre furent coulés par les tirs japonais ou sabordés par les équipages russes.

## Le renouveau de la flotte de la Marine impériale de Russie

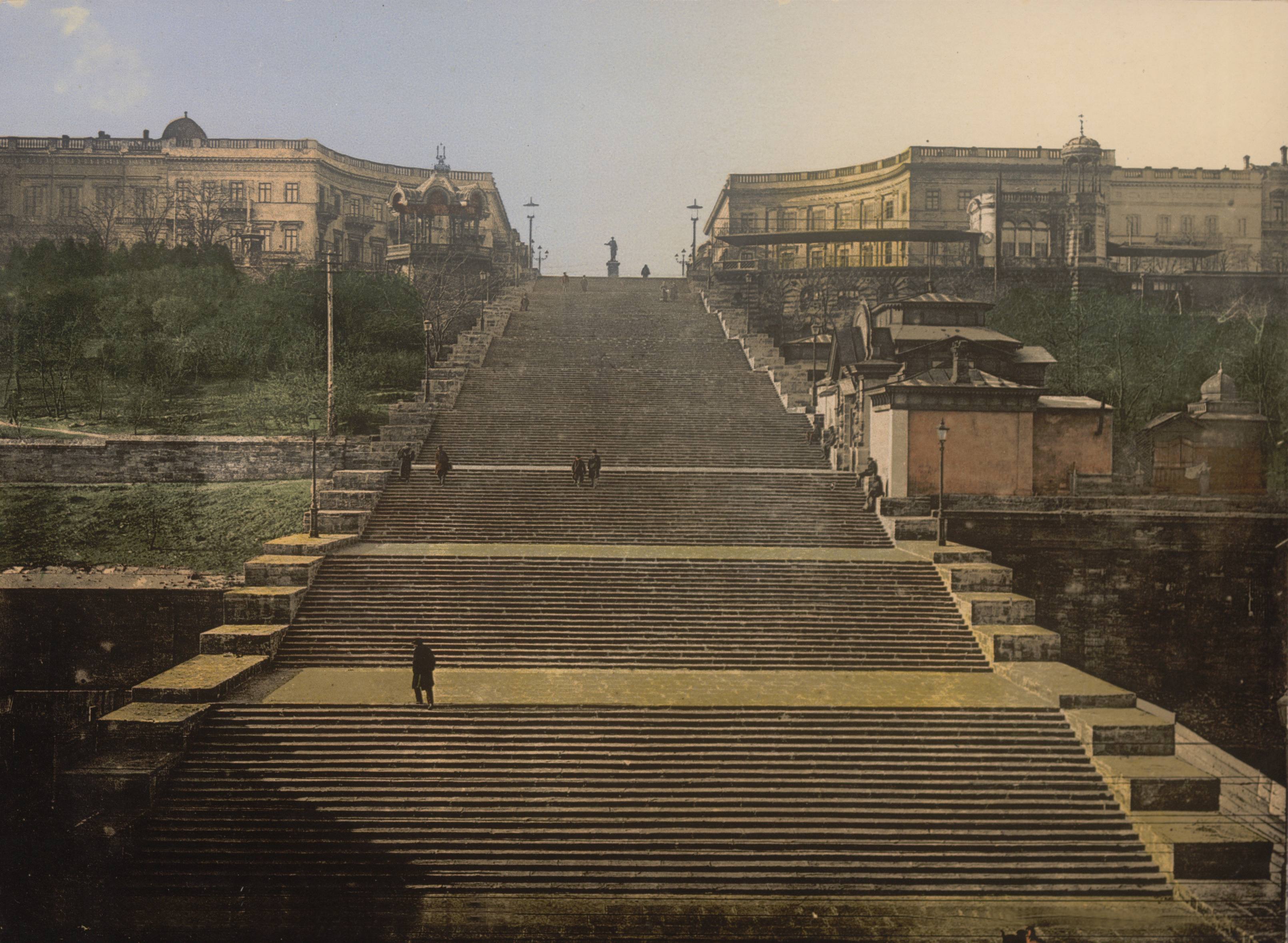
Odessa, port franc d'Ukraine, abrite les chantiers navals de la Russie tsariste dans la mer noire. La mutinerie des ouvriers de 1905 est un signe avant-coureur de la révolution russe. Long de 142 mètres, le monumental escalier de pierre appelé à l'époque l'escalier Richelieu (1834-1841) a été rendu célèbre par Sergueï Eisenstein dans son film Le Cuirassé Potemkine (1925).

Après la débâcle de la guerre russo-japonaise, la flotte impériale de Russie fut très diminuée, passant du troisième au sixième rang mondial. La flotte du Pacifique de retour d'Extrême-Orient fut transférée dans la flotte de la Baltique. L'objectif fut de déplacer les activités navales de cette flotte, elle fut chargée d'assurer la défense de la mer Baltique et de Saint-Pétersbourg contre les attaques allemandes.
En 1906, Nicolas II de Russie créa l'État-major de la marine. Par le décret du 19 mars 1906, le tsar ordonna l'intégration de 10 sous-marins dans la Marine impériale de Russie, la pose de mines et décrète cette journée, jour des sous-mariniers (jour férié célébré par les sous-mariniers russes). Un ambitieux programme d'expansion de la Marine russe est soumis à la Douma, il est rejeté en 1907 et 1908. Pour autant, la reconstitution d'une flotte de guerre moderne était l'une des priorités de la Russie. Le gouvernement fait appel aux donateurs pour subventionner l'effort national : en l'espace de cinq ans, la Commission gouvernementale reçoit ainsi 17 millions de roubles. Le financement ambitieux de ce programme permet aux ingénieurs A. N. Krylov, N. N. Kuteynikov, et I. G. Boubnov d'effectuer des recherches de premier plan, particulièrement dans le domaine de la résistance des matériaux. La crise bosniaque de 1909 soulève à nouveau la question de l'élargissement de la flotte russe, de nouveaux cuirassés (classe Gangut), des croiseurs et des destroyers sont commandés pour la flotte de la Baltique. La dégradation des relations entre la Russie et l'Empire ottoman déclenche également l'expansion de la flotte de la mer Noire, de nouveaux navires, y compris la classe des cuirassés Impératrice Maria sont également commandés pour la flotte de la mer Noire. Entre 1906 et 1913, l'Empire russe dépense la somme de 519 millions de dollars pour les besoins de la Marine, c’est-à-dire le 5e plus gros budget après le Royaume-Uni, l'Allemagne, les États-Unis et la France.
Des partenaires étrangers participent largement au réarmement de la Marine impériale de Russie. Le croiseur Riourik et des machines sont commandés à des entreprises étrangères. Après le déclenchement de la Première Guerre mondiale, les navires et les équipements en cours de construction en Allemagne sont confisqués. L'équipement du Royaume-Uni parvient lentement en Russie ou est détourné par les pays alliés eux-mêmes pour l'effort de guerre.

## Première Guerre mondiale

### Ordre de bataille 1914-1917

#### Flottes

##### Mer Baltique
La flotte russe de la Baltique, commandée par l'amiral N.O. von Essen (décédé en 1915), est composée de :
- 4 cuirassés dreadnought

1re brigade : Gangut, Petropavlovsk, Poltava, Sébastopol
- 4 cuirassés pré-dreadnought

2e brigade : André l'Apôtre, Empereur Paul Ier, Slava, Tsarévitch
- 6 croiseurs cuirassés

1re brigade : Amiral Makarov, Baïan, Pallada, Riourik, Oleg, Bogatyr
2e brigade : Gromoboï, Russie, Aurore, Diana ;
- destroyers :

1er groupement : Novik, Pobeditel, Grom, Orphée, Zabiaka
2e groupement : Desna, Letton, Azard, Samson, Capitaine Izylmetev
3e groupement : Isliaslav, Avtroil
4e groupement : Sibirski-Strelok, Général Kondratenko, Okhotnik, Pogranitchik
- 7 canonnières : Bobr, Groziachtchy, Giliak, Sivoutch, Koreetz, Khrabry (en), Khivinets (de) ;
- 20 poseurs de mines :
- 4 avisos :
- 8 transports :
- 9 navire-école

##### Mer Arctique
La flotte russe de la mer Arctique, commandée par le contre amiral A.J. Bestoujeff-Rumine, est composée de :
- 2 cuirassés :
- 2 croiseurs :
- 6 destroyers :

##### Mer Noire
La flotte russe de la mer Noire, commandée par l'amiral Andreï Eberhardt, est composée de :
- 4 cuirassés :

1re brigade :
2e brigade :
- 6 croiseurs

4 sous-marins

#### Flottilles

##### Sibérie
1 croiseur :
8 destroyers :
1 canonnière :

##### Mer Amour
croiseurs :
destroyers :

##### Mer Caspienne
croiseurs :
destroyers :

### Opérations

#### En mer Baltique

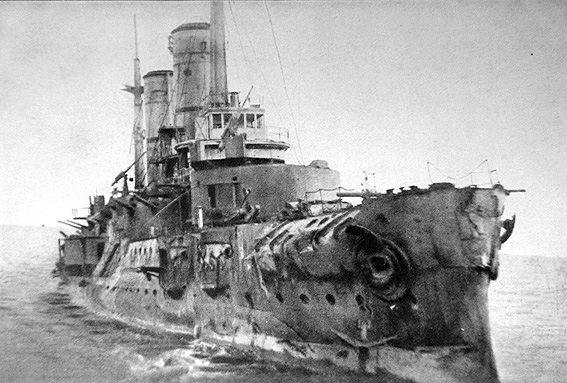
Sabordage du cuirassé Slava au cours de la bataille du détroit de Muhu les 16 et 17 octobre 1917

En mer Baltique, l'Allemagne et la Russie sont les principaux protagonistes de la guerre navale avec un certain nombre de sous-marins britanniques, en mission de soutien de la flotte russe dans le détroit de Cattégat. Avec une flotte de la Marine impériale d'Allemagne, plus grande, plus moderne que la flotte russe, mais possédant également une facilité de déploiement des navires de la flotte de haute mer, de la mer du Nord en mer Baltique par le canal de Kiel, la marine russe ne joua qu'un rôle essentiellement défensif. Les opérations offensives se limitèrent à l'interception des convois naviguant entre la Suède et l'Allemagne.
L'utilisation généralisée de mines offensives et défensives des deux parties limitent l'action de la flotte russe sur le front de l'Est. L'attaque allemande sur le golfe de Riga du 8 août au 19 août 1915 échoue, une nouvelle tentative en octobre 1917 met un terme à l'occupation russe de l'île Saaremaa (Osel), de l'île Hiiumaa (Dago) et de l'île de Muhu (opération Albion 29 septembre au 20 octobre 1917). Le 17 octobre, des cuirassés tels le (Tsarevitch et le Slava, des croiseurs et des destroyers russes tentent de quitter le port de Riga par le détroit de Muhu, découverts, les Russes engagent le combat contre les Allemands (bataille du détroit de Muhu du 16 octobre au 17 octobre 1917).
En mars 1918, la révolution russe et le traité de Brest-Litovsk signé le 3 mars 1918 permirent à l'Allemagne d'obtenir un total contrôle de la mer Baltique, la marine allemande commença les transports de troupes pour soutenir les nouveaux États indépendants : la Finlande, l'Estonie, la Lettonie, la Lituanie, la Biélorussie et l'Ukraine et l'occupation de la Pologne. Les restes de la flotte de la Baltique furent évacués de Helsinki et Tallinn à Kronstadt lors de la Croisière de glace de la flotte de la Baltique de février à mars 1918.

#### En mer Noire

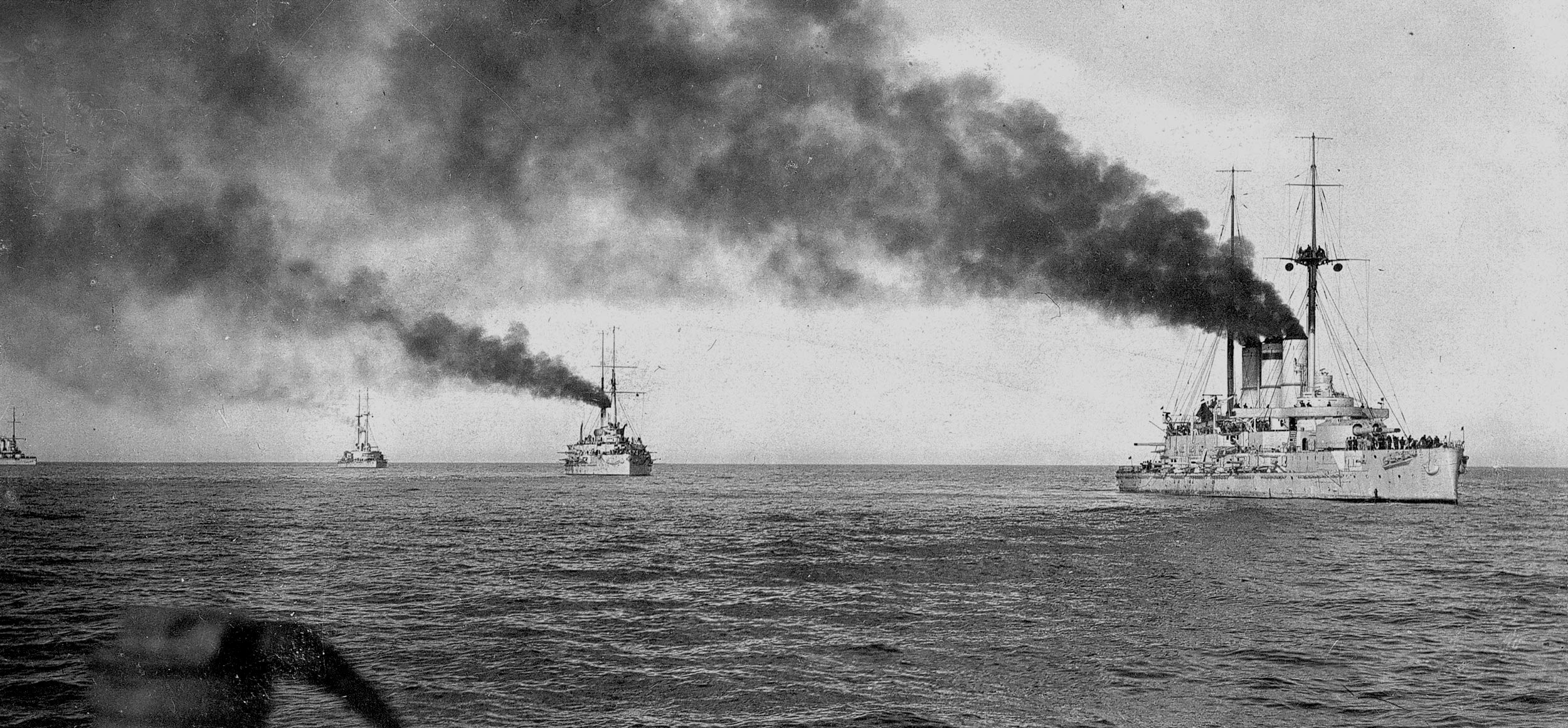
Cuirassés de la flotte de la mer Noire de guerre en ligne devant dirigée par le Jean Chrysostome.

En mer Noire, la Russie fut le principal adversaire de l'Empire ottoman. Le port de Sebastopol fut la principale base de la flotte de la mer Noire, ses commandants principaux : l'amiral Andreï Augustovitch Eberhardt (1856-1919), l'amiral Alexandre Vassilievitch Koltchak.
Le conflit en mer Noire débuta après des tirs turcs sur plusieurs villes de Russie en octobre 1914. Les bâtiments de guerre les plus modernes de la flotte turque furent le cuirassé SMS Goeben et le croiseur léger SMS Breslau placés sous le commandement de l'amiral allemand Wilhelm Souchon (1864-1946). Le Goeben fut endommagé au cours de quatre combats navals, très souvent, sous la menace de la supériorité de la marine russe, il se réfugia dans un port. À la fin de 1915, la flotte de la mer Noire détint presque la totalité du contrôle de la mer.
La flotte de la mer Noire fut principalement utilisée pour soutenir l'Armée du Caucase du général Nikolaï Ioudenitch (1862-1933).
En août 1915, quatre sous-marins, deux destroyers russes attaquèrent un convoi de navires de transport turcs escortés par un croiseur et deux destroyers, les navires de transport furent coulés, aucune perte ne fut à déplorer côté russe. Au cours de l'été 1916, l'armée turque sous le commandement du général Vehip Pacha (également connu sous le nom de Mehmet Vehib Kaci - 1877-1940) tenta de reprendre la ville de Trabzon. Les Turcs commencèrent à longer la côte en juillet, mais la flotte russe fut en mesure de ralentir leur progression en bombardant les colonnes de l'armée ottomane.
En août 1916, l'amiral Alexandre Vassilievitch Koltchak prend le commandement de la flotte russe en mer Noire, en prévention il ordonne le minage de la sortie du Bosphore empêchant ainsi la pénétration des navires de guerre ottomans en mer. Un an plus tard, les approches de Varna sont minées. La plus grande perte de la flotte de la mer Noire au cours de ce conflit est la destruction du cuirassé Impératrice Maria ancré dans le port de Sébastopol, il explose le 7 octobre 1916, un an juste après son lancement. Les raisons de cette explosion restent obscures, certains pensèrent à des actes de sabotage, d'autres à un terrible accident.

## Révolution russe

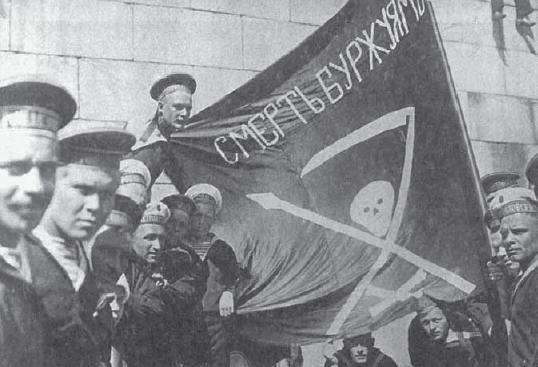
Marins révolutionnaires du cuirassé.

Juste avant que la guerre civile russe n'éclate, un décret du Conseil des commissaires du peuple déclara le 29 janvier 1918 la dissolution de la Marine Impériale de Russie, et la création de la Flotte Rouge des Travailleurs et Paysans. La flotte de la Baltique basée à Petrograd fut attaquée par les Alliés en 1919. Les troupes franco-britanniques occupèrent les côtes de l'océan Pacifique, la mer Noire et l'Arctique. Au terme de cette guerre civile, la plupart des survivants et la flotte de la mer Noire placés sous le commandement du général Piotr Nikolaïevitch Wrangel furent internés par les autorités françaises dans le port de Bizerte en Tunisie.
Les marins bolcheviques et russes s'affrontèrent au cours de ce sanglant conflit fratricide. Les marins de la flotte de la Baltique se révoltèrent contre les mauvais traitements infligés par le gouvernement soviétique lors de la rébellion de Kronstadt en 1921. Les navires encore en état de servir formèrent le noyau de la Marine soviétique.

## Rangs et pattes d’épaules
| Rang | Patte d’épaule 1884—1904             | Patte d’épaule 1904—1917                                |           |
| --- | ------------------------------------ | ------------------------------------------------------- | --------- |
| Amiraux |                                      |                                                         |           |
| Général-amiral (Генерал-адмирал), Adjudant-général (Генерал-адьютант) | dessin conventionnel sans monogramme | dessin conventionnel sans monogramme · Adjudant-général |           |
| Amiral (Адмирал) |                                      |                                                         |           |
| Vitse-admiral (Вице-адмирал) |                                      |                                                         |           |
| Kontr-admiral (Контр-адмирал) |                                      |                                                         |           |
| Officiers |                                      |                                                         |           |
| Capitaine de 1er rang (Капитан 1-го ранга) (1701–1713 et 1732-1751 capitaine de vaisseau) | 1884—1904                            | 1904—1917                                               |           |
| Capitaine de 2d rang (Капитан 2-го ранга) | 1884—1904                            | 1904—1917                                               |           |
| Lieutenant capitaine (Капитан-лейтенант) (1855—1884, 1907—1911) |                                      | 1907—1911                                               |           |
| Premier-lieutenant (Старший лейтенант) (1909-1917) |                                      | 1909—1917                                               |           |
| Lieutenant (Лейтенант) | 1884—1904                            | 1904—1917                                               |           |
| Mitchman (Мичман) de 1884 à 1904 - 1 étoile, de 1904 à 1909 - 1 étoiles, de 1909 à 1917 - 1 étoiles. | 1884—1904                            | 1904—1909 · 1909—1917                                   |           |
| Rang | Patte d’épaule 1904—1912             | Patte d’épaule 1913—1917                                |           |
| Sous-officiers |                                      |                                                         |           |
| Premier bosco (Старший боцман) (1904—1912, 1913—1917) | 1904—1912                            | 1913—1917                                               | 1913—1917 |
| Gouvernail konduktor (Рулевой кондуктор) (1904—1912, 1913—1917) | 1904—1912                            | 1913—1917                                               | 1913—1917 |
| Signal konduktor (Сигнальный кондуктор) (1904—1912) | 1904—1912                            |                                                         |           |
| Mine konduktor (Минной кондуктор) (1904—1912, 1913—1917) | 1904—1912                            |                                                         |           |
| Premier-aide-médecin (Старший фельдшер) (—1915) Sanitaire konduktor (Санитарный кондуктор) (1915—1917) | 1904—1912                            | 1913—1917                                               |           |
| Rang | Patte d’épaule 1863—1891             | Patte d’épaule 1908—1917                                |           |
| Bosco (Боцман) (1908—1917, Б.Ф. — Flotte de la Baltique) |                                      | 1908—1917, Flotte de la Baltique                        |           |
| Botsmanmat (Боцманмат) (1908—1917, Б.Ф. — Flotte de la Baltique) Quartiermeister de 1re classe d'artillerie (Артиллерийский квартирмейстер 1 статьи) (—1909) Sous-officier de 1re classe d'artillerie (Артиллерийский унтер-офицер 1 статьи) (1909—1917) Quartiermeister de 1re classe d'mine (Минный квартирмейстер 1 статьи) (—1909) Sous-officier de 1re classe d'mine (Минный унтер-офицер 1 статьи) (1909—1917)                                            |                                      |                                                         |           |
| Quartiermeister (Квартирмейстер) (1908—1917, Б.Ф. — Flotte de la Baltique) Sous-officier (Унтер-офицер) (—1909) Quartiermeister de 2e classe d'artillerie (Артиллерийский квартирмейстер 2 статьи) (—1909) Sous-officier de 2e classe d'artillerie (Артиллерийский унтер-офицер 2 статьи) (1909—1917) Quartiermeister de 2e classe d'mine (Минный квартирмейстер 2 статьи) (—1909) Sous-officier de 2e classe d'mine (Минный унтер-офицер 2 статьи) (1909—1917) |                                      |                                                         |           |
| Équipage |                                      |                                                         |           |
| Matelot de 1re classe (Матрос первой статьи) (1863-1891, 4. — 4e équipage de la flotte, gabier) (1908—1917, Б.Ф. — Flotte de la Baltique) Mineur de 1re classe (Минёр первой статьи) (1908—1917, Б.Ф. — Flotte de la Baltique) Matelot cannonier de 1re classe (Комендор первой статьи) (1908—1917, Б.Ф. — Flotte de la Baltique) | 1863-1891, gabier                    | 1908—1917, gabier                                       |           |
| Matelot de 2e classe (Матрос второй статьи) (1863-1891, 4. — 4e équipage de la flotte, gabier) (1908—1917, Б.Ф. — Flotte de la Baltique) Mineur de 2e classe (Минёр второй статьи) (1908—1917, Б.Ф. — Flotte de la Baltique) Matelot cannonier de 2e classe (Комендор второй статьи) (1908—1917, Б.Ф. — Flotte de la Baltique) | 1863-1891, gabier                    | 1908—1917, gabier                                       |           |

### Sources
- Histoire de la marine russe
- Combat Annales of the Russian Navy. Chronicle of the Most Important Events of the Russian Navy History from IX century up to 1917) *Sir, Julian Corbett.
- Marc Seibaine, La marine impériale russe de 1870 à sa chute, Lela Presse, 31 octobre 2019, 384 p. (lire en ligne)
- Konstantin Pleshakov, Le Tsar de la dernière Armada: Le voyage épique de la bataille de Tsushima. (2002).  (ISBN 0-46505-792-6) (2002)
- Sir Julian Corbett, Opérations maritimes dans la guerre russo-japonaise 1904-1905. (1994).  (ISBN 155750-1297)
- Capitaine Vladimir Semenov, La bataille de Tsushima. Initialement publié en 1907. (1912) EP Dutton & CO. (1912).